# Universidade Humboldt de Berlim

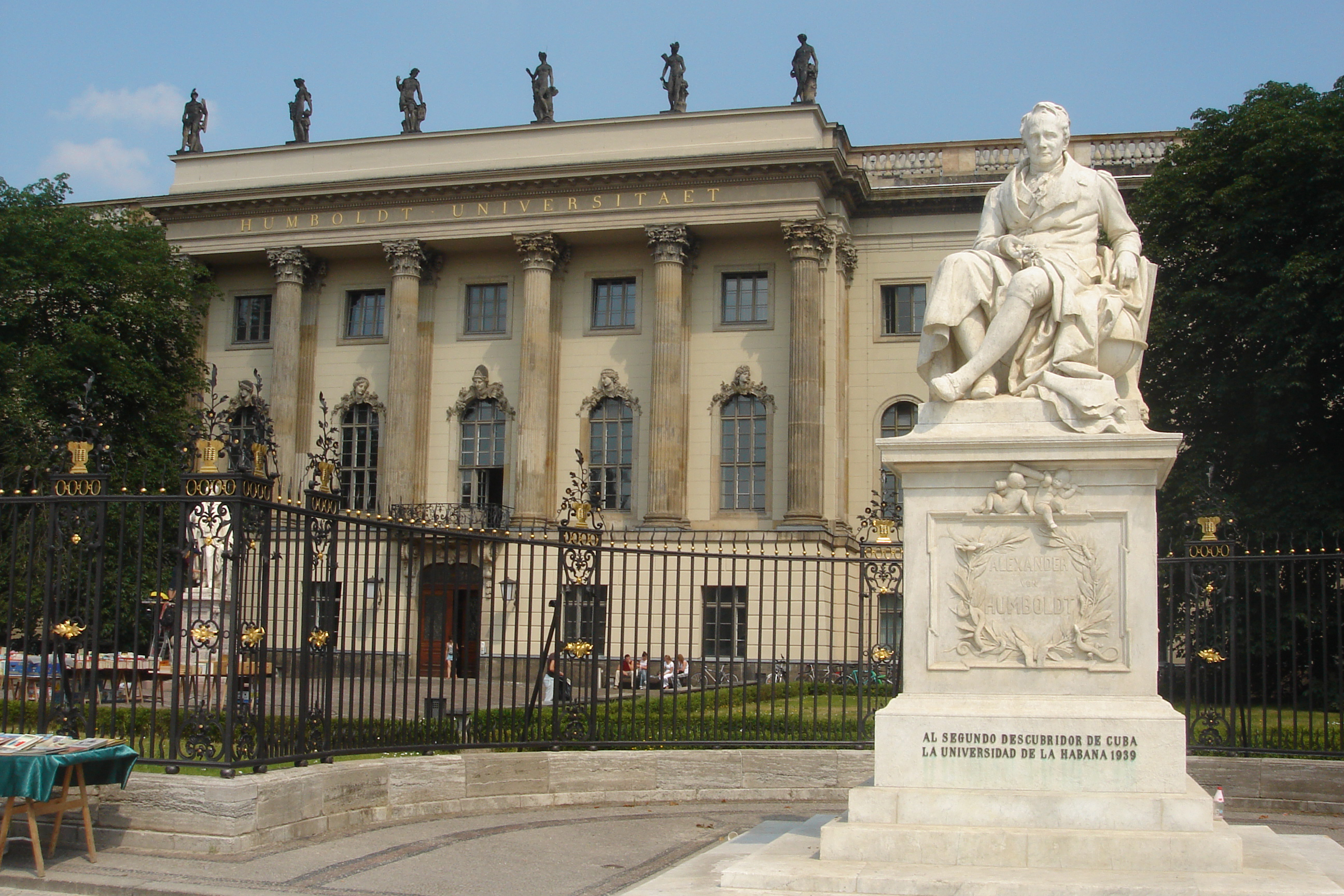
A universidade Humboldt die Berlim, a direita a estátua de Alexander von Humboldt

A Universidade Humboldt de Berlim (em alemão: Humboldt-Universität zu Berlin) é a mais antiga universidade de Berlim, fundada em 1810 como Universidade de Berlim (Universität zu Berlin) pelo linguista e educador liberal prussiano Wilhelm von Humboldt, cujo modelo universitário influenciou fortemente outras universidades europeias e ocidentais. Desde 1828 era conhecida como Universidade de Frederico-Guilherme (Friedrich-Wilhelms-Universität), em homenagem ao rei da Prússia Frederico Guilherme III, mais tarde também como Universität Unter den Linden. Em 1949, trocou seu nome para Humboldt-Universität em homenagem a seu fundador.

## Estudantes ilustres
A universidade acolheu vários pensadores alemães dos últimos dois séculos, entre eles o filósofo Johann Gottlieb Fichte, o teólogo Friedrich Schleiermacher, o filósofo e historiador Oswald Spengler, o filósofo pessimista Arthur Schopenhauer, o filósofo idealista G.W.F. Hegel, o o teórico legal romântico Savigny, o filósofo idealista objetivo Friedrich Schelling, o matemático Georg Cantor e os famosos físicos Albert Einstein e Max Planck. O geólogo Alfred Wegener, que descobriu que os continentes já foram um só, e os fundadores da teoria marxista Karl Marx e Friedrich Engels freqüentaram a universidade, assim como o poeta Heinrich Heine, o unificador alemão Otto von Bismarck, o fundador do Partido Comunista da Alemanha Karl Liebknecht e o unificador europeu Robert Schuman. A universidade teve 29 ganhadores do Prêmio Nobel.

## Período nazista
Depois de 1933, como todas as universidades alemãs, foi transformada em uma instituição nazista de ensino. Foi da biblioteca da Universidade que 20 000 livros escritos por "degenerados" e oponentes do regime foram retirados para serem queimados em 10 de maio daquele ano na Opernplatz (hoje Bebelplatz) para uma demonstração defendida pela SA, que também incluiu um discurso de Joseph Goebbels. Hoje em dia, um monumento a esse evento pode ser visto no centro da praça, consistindo de um painel de vidro abrindo-se para uma sala branca subterrânea contendo prateleiras vazias com espaço para 20 mil livros e uma placa, contendo uma epígrafe de uma obra de Heinrich Heine de 1820: "Das war ein Vorspiel nur, dort wo man Bücher verbrennt, verbrennt man am Ende auch Menschen" ("Aquilo foi somente um prelúdio; onde se queimam livros, queimam-se no final também pessoas"). Estudantes judeus, professores e oponentes políticos dos Nazistas foram expulsos da Universidade e muitos deportados e assassinados.

## Período comunista
Em 1946, a Universidade reabriu suas portas, mas desta vez no setor soviético da cidade. A administração soviética logo tomou o controle da Universidade, relegando todos os estudantes que não se conformavam à ideologia comunista. Em reação a isso, a Universidade Livre de Berlim foi fundada em 1948 no setor ocidental da cidade. Até o colapso do regime alemão oriental em 1989, a Universidade Humboldt permaneceu sob um controle severo do Partido Socialista Unificado da Alemanha ou SED, que, através da rigorosa seleção dos estudantes segundo a linha do partido, garantiu que nenhuma oposição democrática poderia nascer nos seus campi. Os estudantes e professores da universidade não participaram dos movimentos populares pelos direitos civis de 1989 na Alemanha Oriental de maneira considerável, e elegeram o controverso membro do SED e antigo espião da Stasi Heinrich Fink como Diretor da Universidade ainda em 1990.

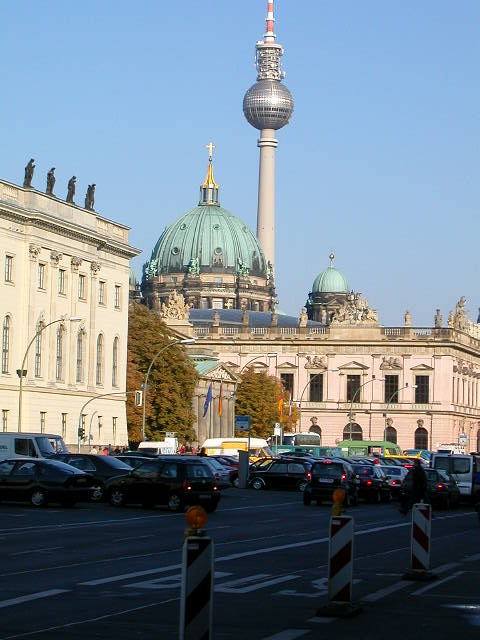
A universidade Humboldt de Berlim e a torre de televisão ao fundo

## A universidade hoje
Após a liberação do Comunismo, a universidade foi radicalmente reestruturada e todos os professores tiveram que postular por suas cadeiras novamente. A faculdade foi grandemente substituída por professores da Alemanha Ocidental, entre eles renomadas personalidades como o historiador de Arte Horst Bredekamp e o historiador Heinrich August Winkler. Atualmente, a Universidade Humboldt é uma universidade pública com um elevado número de estudantes (37 145 em 2003, entre os quais mais de 4 662 estrangeiros) segundo o modelo das universidades da Alemanha Ocidental, e como a sua parceira Universidade livre de Berlim.
Seu prédio principal está localizado no centro de Berlim, na avenida Unter den Linden. O prédio foi construído sob ordem do príncipe Heinrich da Prússia. A maior parte dos institutos está localizada no centro, em torno do edifício principal, com exceção do Instituto de Ciências Naturais, localizado em Adlershof, no sul de Berlim.